# ابن أبي رافع
أبو محمد عبد لله بن أبي الحسن بن أبي رافع. ذكره ابن النديم ولم يذكر له إلّا رسالته في الهندسة.